# 徐相 (清朝)
徐相（？—？），字秉衡，號輔亭，又號琢堂，漢軍正藍旗人。清朝翰林。
道光十八年（1838年）戊戌科進士。選翰林院庶吉士，散館授編修。